# Stejnopohlavní svazky v Albánii
Albánie nedává v současné době stejnopohlavním svazkům žádný právní status.
Albánský premiér Sali Beriša oznámil na vládní schůzi 29. července 2009, že vláda prosadí manželství mezi partnery stejného pohlaví. Rovněž uvedl, že je parlament již s takovou legislativou počítá.
5. února 2010 přijal albánský parlament zákon proti diskriminaci jiných sexuálních orientací. LGBT organizace tento zákon uvítaly, ale vyzvaly Berišu, aby dodržel svůj slib legalizovat stejnopohlavní manželství.
Od r. 2013 nebyl návrh zákona o stejnopohlavním manželství předložen vládou. Legalizace stejnopohlavního manželství by vyžadovala změnu albánského zákona o rodině a pro to je zapotřebí minimální podpora 84 poslanců. Vládnoucí demokratická strana spolu s dalšími koaličními stranami měla v době přijímání anti-diskriminačního zákona pouze 71 mandátů v Parlamentním shromáždění. Socialistická strana, která disponuje 63 poslanci, bojkotuje spolu s dalšími opozičními stranami veškerou politiku vládnoucích stran kvůli podezření z volebního podvodu v parlamentních volbách 2009.